# قائمة ملاعب كرة القدم في الأردن

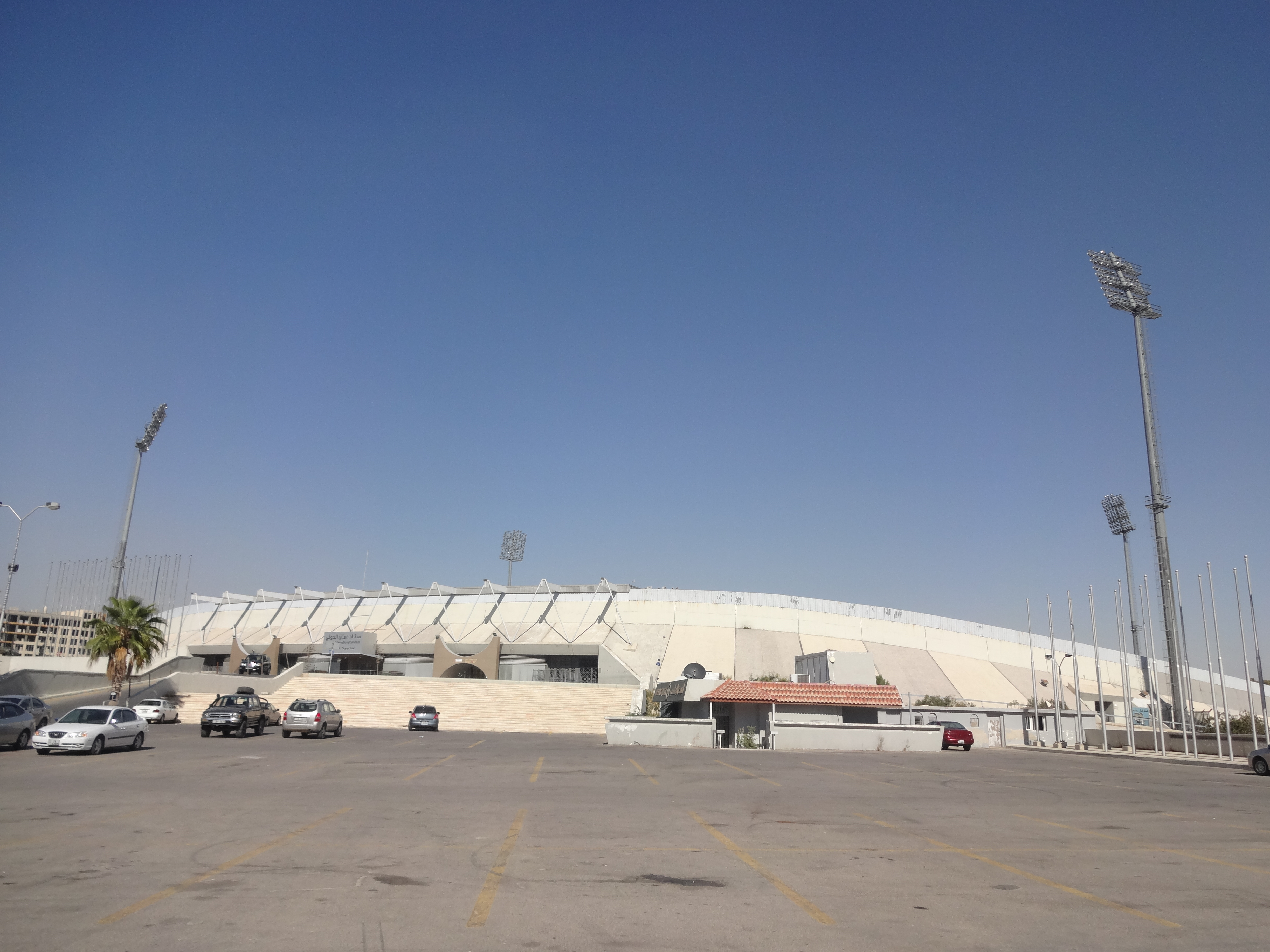
ستاد عمان الدولي أُفتتح سنة 1968

قائمة ملاعب الأردن حتى أوائل عقد 1960 لم يكن في الأردن ملاعب عشبية ذات تجهيزات مقبولة لإستقبال مباريات الدوري الأردني ومباريات المنتخب الأردني وكانت المباريات تُقام على ملاعب ترابية غير مكتملة التجهيزات أهمها ملعب المحطة في منطقة ماركا شرق العاصمة الأردنية عمّان، ونظراً للحاجة الماسة لوجود ملعب رسمي ذو تجهيزات مميزة تقام عليه المباريات وعدد من الفعاليات الرياضية والوطنية تم إنشاء ستاد عمّان الدولي الذي أُفتتح سنة 1968، بعدها وخلال عقد 1970 تم إنجاز ملعبي ستاد البتراء وملعب إربد البلدي ، عقد التسعينيات من القرن الماضي شهد زيادة في عدد الملاعب سواء المستخدمة الدوري الأردني للمحترفين أو الدرجة الأولى وما دونها.

## ملاعب الدرجة الأولى
القائمة التالية تحتوي على الملاعب التي تستخدم أو تم إستخدامها سابقاً في مباريات دوري الدرجة الأولى ومعلومات ذات علاقة
| الملعب                     | السعة | الموقع                    | سنة الإفتتاح | الفرق المستضيفة |
| -------------------------- | ----- | ------------------------- | ------------ | --------------- |
| ستاد عمان الدولي           | 17000 | عمّان مدينة الحسين للشباب  | 1968         |                 |
| ملعب مدينة الحسن الرياضية  | 12000 | اربد مدينة الحسن الرياضية | 1990         |                 |
| ملعب الملك عبد الله الثاني | 13000 | عمّان القويسمة             | 1998         |                 |
| ستاد الأمير محمد           | 11000 | الزرقاء مدينة الأمير محمد | 1991         |                 |
| ستاد البتراء               | 5,000 | عمّان مدينة الحسين للشباب  | عقد 1970     |                 |
| استاد الأمير هاشم          | 6000  | الرمثا                    | 2000         |                 |
| استاد الامير فيصل          | 5,000 | الكرك                     | 2000         |                 |
| ملعب إربد البلدي           | 6000  | إربد                      | عقد 1970     |                 |
| ملعب الأمير علي            | 3,500 | المفرق                    | 2000         |                 |
| ستاد تطوير العقبة          | 3500  | العقبة                    | 2017         |                 |

## ملاعب أُخرى
| الملعب              | السعة | الموقع         |
| ------------------- | ----- | -------------- |
| ملعب الأمير الحسين  | 7500  | السلط          |
| ملعب ضرار بن الأزور | 1500  | الأغوار الوسطى |
| ملعب مصطفى العدوان  | 3000  | الأغوار الوسطى |
| ملعب النادي الهاشمي | 2000  | عمّان           |
| ملعب مأدبا          |       | مأدبا          |

## وصلات
- الموقع الرسمي للمجلس الأعلى للشباب (الأردن)  نسخة محفوظة 12 سبتمبر 2016 على موقع واي باك مشين.